# Longi Green Energy Technology
LONGi Green Energy Technology Co. Ltd. (chinesisch 隆基绿能科技股份有限公司) ist ein chinesischer Solarkonzern, der hauptsächlich monokristalline Siliziumwafer für Photovoltaikanlagen herstellt. Im Jahr 2022 erzielte die LONGi-Gruppe einen Umsatz von 128,99 Milliarden Yuan und produzierte monokristalline Siliziumwafer mit einer Leistung von zusammen 85,06 Gigawatt, davon 42,52 GW für den externen Verkauf und 42,54 GW für den internen Gebrauch, womit das Unternehmen seit neun Jahren in Folge den ersten Platz unter den weltweiten Lieferanten belegte („weltgrößter Solarkonzern“).
Das Unternehmen wurde im Jahr 2000 von Li Zhenguo als Xi'an LONGi Silicon Materials Corporation gegründet, mit Sitz in Xi’an in der Provinz Shaanxi. Seit Februar 2017 firmiert es unter dem neuen Namen.
Die Aktie von LONGi ist an der Börse von Shanghai notiert.